# Scotopteryx vernetaria
Scotopteryx vernetaria är en fjärilsart som beskrevs av Charles Oberthür 1896. Scotopteryx vernetaria ingår i släktet backmätare, och familjen mätare. Inga underarter finns listade.